# Weißenburger Krieg
Der Weißenburger Krieg (auch: Weißenburger Stiftsfehde) war von 1469 bis 1472 der gewaltsame Versuch der Kurpfalz, die Vorherrschaft über das Reichs- und Benediktiner-Kloster Weißenburg zu gewinnen.

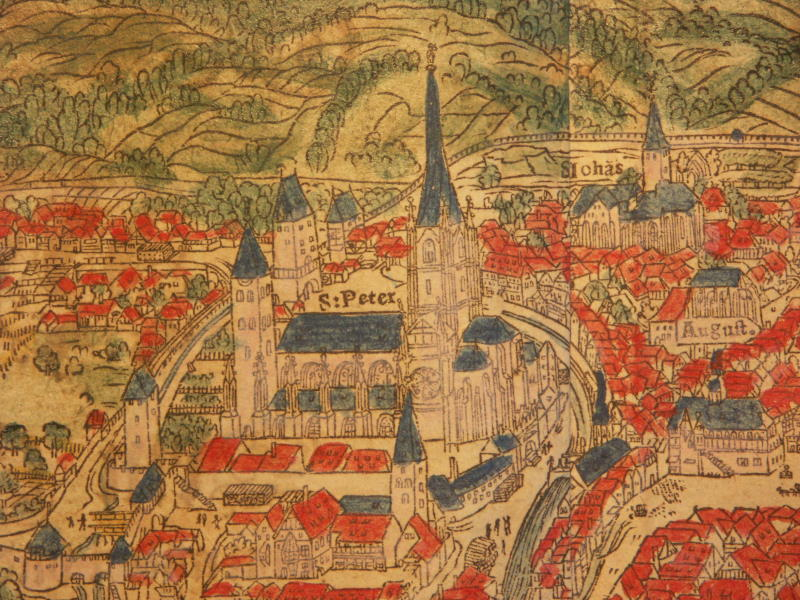
Klosterbezirk in Weißenburg nach Sebastian Münster, 16. Jahrhundert

## Voraussetzungen
Im 15. Jahrhundert traten zunehmend Zersetzungserscheinungen in den geistlichen Einrichtungen auf, die dann im beginnenden 16. Jahrhundert in Deutschland zur Reformation führten. Dem wirkten innerkirchlich Kräfte entgegen, im Benediktinerorden die Bursfelder Kongregation. Außenstehende versuchten, aus der Situation Nutzen zu ziehen, und sich Einfluss und kirchlichen Besitz anzueignen.
Kloster Weißenburg war als Fürstabtei ein Reichsstand und unmittelbar dem Papst und dem Reich unterstellt. Im Kloster Weißenburg war – vermutlich Anfang 1468, vielleicht auch schon zu Jahresende 1467 – Jakob von Bruck als neuer Abt gewählt worden, nachdem der Vorgänger, Philipp Schenk von Erbach, am 13. Dezember 1467 gestorben war. Dessen Amtsführung war nicht unumstritten. Einer seiner Gegner, der zeitgenössische Weißenburger Chronist Eikhart Artzt, berichtet von ihm: „was eyn freyherr, eyn frauwenman und verfellet jungfrauwen, hett viel kinder und verthet dem stift mer dan 30000 gulden“. Zu diesem Zeitpunkt lebten im Kloster nur noch sehr wenige Mönche. Sechs sind namentlich bekannt.
Kurfürst Friedrich I. von der Pfalz plante, die Situation zu nutzen und im Bündnis mit Vertretern der Bursfelder Kongregation das Kloster reformieren zu lassen. Für sich beabsichtigte er, gegenüber der Fürstabtei seinen Einfluss zu stärken.
Der Stellvertreter des neuen Abtes, Anthis von Leiningen, Propst des Stiftes Viertürme / „Quattuor Turrium“, vor den Toren von Weißenburg gelegen, und dessen Bruder, Graf Emich VIII. von Leiningen-Hardenburg, waren erklärte Gegner des Kurfürsten. Schon 1468 hatten der Kurfürst und der mit ihm verbündete Ludwig V. von Lichtenberg die Einkünfte des Propstes sperren lassen.

## Übergriff der Kurpfalz

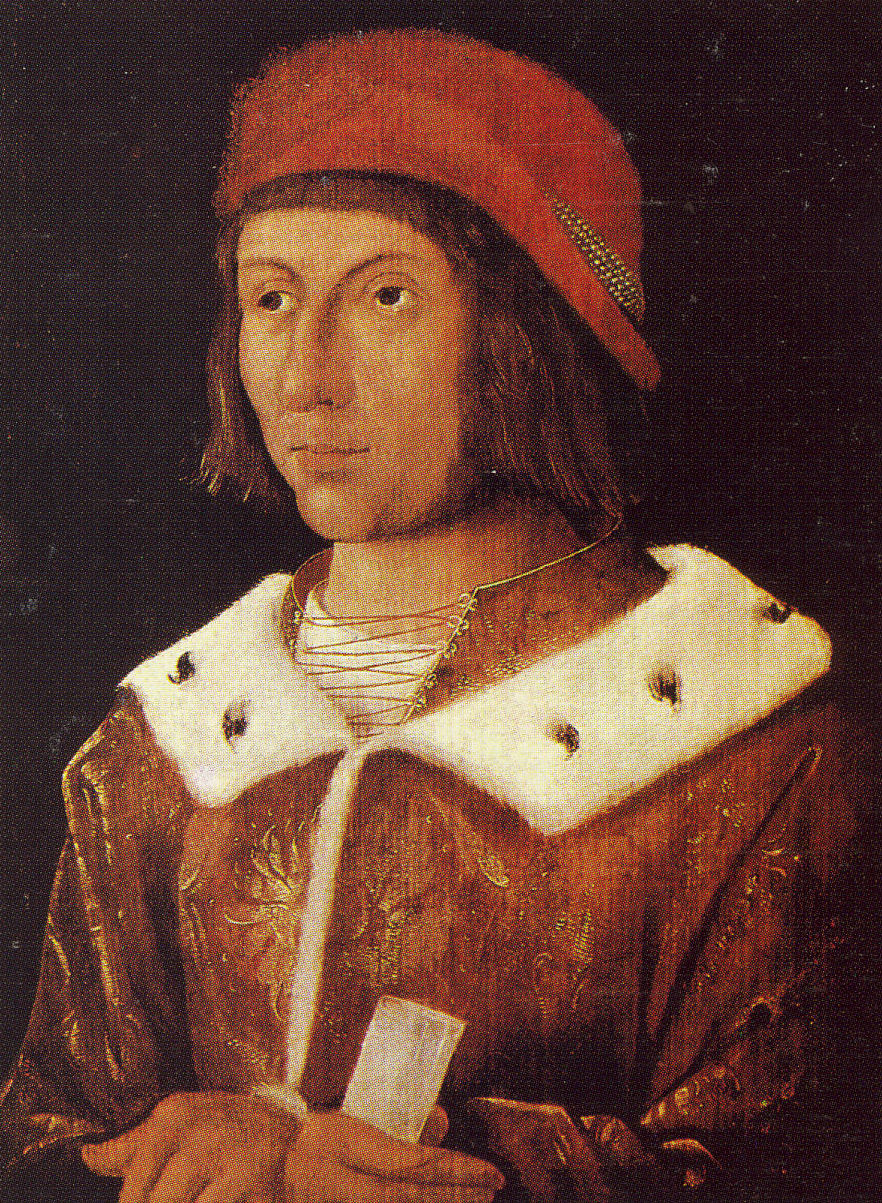
Der Angreifer: Kurfürst Friedrich von der Pfalz (Gemälde von Albrecht Altdorfer)

Am 7. Januar 1469 ließ der Kurfürst das Kloster durch die pfälzischen Amtmänner von Heidelberg und Germersheim besetzen, die das mit zwei Dutzend Bauern durchführten. Sie nahmen dem Abt die Schlüssel ab, besetzten die Sakristei und die Burg St. Paul nördlich von Weißenburg, eine der vier Befestigungen zum Schutz der Abtei. Sie nahmen dabei Bücher und Hausrat mit. Abt und Propst aber entkamen und es gelang ihnen dabei sogar, Wertsachen und wichtige Privilegien-Urkunden auf Burg Drachenfels in Sicherheit bringen.
Die Besatzer ließen für die kirchliche Reform den Abt des Benediktinerklosters St. Jakob in Mainz, Herrmann, und vier Mönche der Bursfelder Kongregation kommen. Nachträglich traf noch Eberhard, Abt des Klosters Michelsberg aus Bamberg, mit weiteren 10 Mönchen der Bursfelder Observanz ein, darunter Michael Kleneker, der als Verwalter des Klosters Weißenburg eingesetzt wurde.
Die Stadt Weißenburg stand auf Seiten des Abtes, denn ein starker, benachbarter Territorialherr wie die Pfalz war ihr weit gefährlicher als ein relativ schwaches Reichskloster. Als der aus Heidelberg herbeigeholte Prediger Jost von Calw in der Pfarrkirche St. Johann das neue Regime lobte, musste er sich vor der Wut der Gottesdienstbesucher in die Sakristei retten. Pfalzgraf Friedrich I. verlangte von der Stadt Weißenburg eine Strafzahlung von 3000 Gulden für diesen Vorfall, was die Stadt verweigerte. Der Pfalzgraf verhängte daraufhin eine Blockade über die Stadt. Die Reformmönche zogen sich auf die Burg St. Paul zurück, um den Konsequenzen der Blockade zu entgehen.

## Rechtliche Auseinandersetzung
Beide Parteien wandten sich nun an das Konsistorium in Rom. Abt Jakob schickte den Mönch Stefan Widtman, der Pfalzgraf den Kleriker Peter Anton von Clapis. Widtmann konnte sich durchsetzen und erwirkte, dass der Abt des Klosters Gottesaue zum päpstlichen Legaten ernannt wurde, mit der Vollmacht, auf dem Rechtsweg, notfalls auch unter Anwendung des Bannes, die Rechte von Abt und Konvent des Klosters Weißenburg wieder herzustellen. Er reiste nach Baden-Baden, wo Jakob von Bruck in dieser Zeit im Exil bei dem Markgrafen von Baden lebte. Der Abt des Klosters Gottesaue verfügte, dass Jakob von Bruck wieder als Abt einzusetzen war und dem Kloster Weißenburg alles entfremdete Gut zurückzugeben sei. Dem Abt des Klosters St. Jakob in Mainz, Hermann, und dem von der pfälzischen Partei eingesetzten Verwalter des Klosters, dem Mönch Michael Kleneker, drohte er andernfalls Exkommunikation an.
Abt Jakob wandte sich auch an Kaiser Friedrich III., der ihn als Reichsfürsten belehnt und somit auch anerkannt hatte. Der Kaiser befahl allen Vasallen des Klosters, nur Abt Jakob als ihren Lehnsherren anzuerkennen. Mit Datum vom 31. Juli 1469 verfügte auch er, den vertriebenen Abt Jakob von Bruck wieder einzusetzen. Am 24. Oktober 1469 gingen die päpstliche und die kaiserliche Entscheidung dem Weißenburger Stadtrat zu. Die Entscheidungen beauftragten den Stadtrat mit der Wiedereinsetzung von Jakob von Bruck als Abt im Namen von Papst und Kaiser.

## Rückgewinnung des Klosters
Jakob von Bruck begab sich von Baden-Baden aus, als Frau verkleidet und auf einem Bauernkarren, nach Weißenburg. Es gelang, ihn am 30. Oktober 1469 in die Stadt zu schmuggeln, wo er sich im Augustiner-Chorherren-Stift versteckte. Am 1. November 1469 holte ihn der Stadtrat dort ab und er wurde feierlich wieder in sein Amt eingesetzt. Der Interims-Verwalter der pfälzischen Besatzer, Michael Kleneker, floh, die übrigen Mönche im Kloster wurden durch die Stadt von der Zufuhr von Lebensmitteln abgeschnitten, woraufhin auch sie die Stadt verließen. Pfalzgraf Friedrich I. antwortete darauf mit einer weiteren Blockade von Kloster und Stadt. Alle Einkünfte sollten nicht dort, sondern auf der weiter von ihm besetzten Burg St. Paul abgeliefert werden. Jakob von Bruck verklagte daraufhin den Pfalzgrafen beim päpstlichen Legaten, der verfügte, dass alle zurückgehaltenen Einkünfte dem Abt des Klosters Weißenburg bis zum 30. November 1469 abzuliefern seien.
Friedrich I. besetzte daraufhin das vor der Stadt gelegene Stift „Viertürme“ und begann die Stadt zu belagern. Mit ihm verbündet beteiligten sich daran Herzog Eberhard I. von Württemberg und die Freien Reichsstädte Heilbronn und Wimpfen. Die Stadt Weißenburg hielt dem militärischen Druck aber stand. Verhandlungen der Parteien scheiterten an der unnachgiebigen Haltung des Pfalzgrafen. Abt Jakob von Bruck wandte sich erneut an den päpstlichen Legaten, der daraufhin Abt Hermann des St. Jakobs-Klosters in Mainz, Abt Eberhard des Klosters Michelsberg in Bamberg, Michael Kleneker und Pfalzgraf Friedrich I. sowie ihre Helfer exkommunizierte und ihnen erneut befahl, Kloster Weißenburg und Abt Jakob von Bruck alles Entwendete – zuzüglich Zinsen – zurück zu erstatten.
Am 6. Februar 1470 wurde nach Verhandlungen zwischen den Parteien – zumindest für den militärischen Teil der Auseinandersetzung – ein Kompromiss erzielt: Der Pfalzgraf durfte vorläufig die militärische Besetzung des Stifts „Viertürme“ aufrechterhalten, die Belagerung der Stadt aber wurde aufgehoben. Gegen den päpstlichen Bann ging Friedrich I. vor, indem er sich auf zwei angeblich an den Domdekan von Worms ergangene päpstliche Bullen berief. Der Domdekan belegte daraufhin alle mit einem Interdikt, die die dem Kloster zu leistenden Abgaben nicht bei dem Verwalter Michael Kleneker ablieferten. Am 2. April 1470 weihte Matthias von Rammung, Bischof von Speyer (und Kanzler der Kurpfalz), die Kirche des Stifts „Viertürme“ neu. Die Weißenburger Bürger nahmen das hin, beteiligten sich aber nicht. Am 15. April 1470 überfielen sie dann das Stift „Viertürme“ und rissen im Einverständnis mit Jakob von Bruck sämtliche Gebäude – außer der Kirche – ab.
Die wirtschaftliche Lage des Klosters war nach diesen Ereignissen desolat. Sowohl der Kaiser als auch der Papst mussten gegenüber dessen Gläubigern ein Zahlungsmoratorium verfügen.
Am 6. August 1470 schlossen das Kloster und die Stadt Weißenburg ein Bündnis mit Herzog Ludwig I. von Pfalz-Zweibrücken und den Grafen von Leiningen. Am 10. August 1470 stürmten sie die Burg St. Paul und vertrieben die kurpfälzische Besatzung. Das dort aufgefundene Klostergut wurde zurückerstattet, die Burg zerstört. Damit war der Weißenburger Krieg faktisch beendet. Am 29. Januar 1472 kam es in Speyer auch formal zu einem Friedensschluss, der auch die Rückgabe der von der Kurpfalz zurückgehaltenen Güter einschloss. Damit gingen das Kloster und Abt Jakob von Bruck siegreich aus der Auseinandersetzung hervor. Der Abt konnte sein Amt unangefochten bis zu seinem Tod am 9. August 1472 ausüben. Das sollte aber nicht von Dauer sein, da die Kurpfalz das Kloster auch in der Folgezeit weiter bedrängte und versuchte, sich oder seinen Vasallen Rechte und Besitz anzueignen, die dem Kloster gehörten.